# Dictyonella tabebuiae
Dictyonella tabebuiae är en svampart som beskrevs av Inácio & Dianese 1998. Dictyonella tabebuiae ingår i släktet Dictyonella och familjen Saccardiaceae.   Inga underarter finns listade i Catalogue of Life.